# Gomphidia platyceps
Gomphidia platyceps är en trollsländeart som beskrevs av Fraser 1953. Gomphidia platyceps ingår i släktet Gomphidia och familjen flodtrollsländor. Inga underarter finns listade i Catalogue of Life.